# Здивування

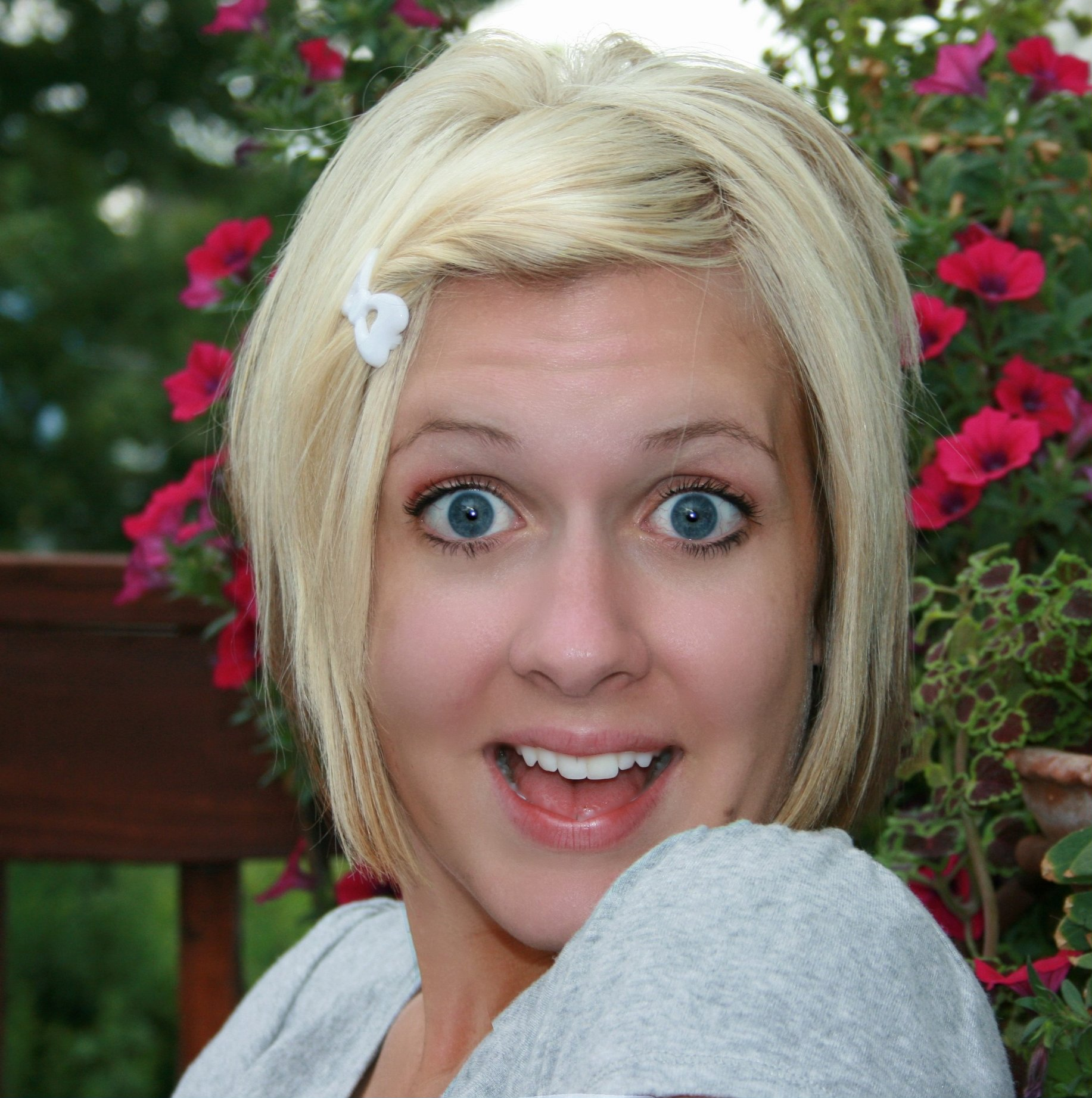
Вираз обличчя при здивуванні

Здивува́ння — когнітивна емоція, що виникає при виникненні несподіваної ситуації. Здивування має різний ступінь інтенсивності: від дуже високого, який може викликати реакцію «бийся або тікай», до невеликого, який викликає менш інтенсивну реакцію на подразники.
При здивуванні м'язи різко скорочуються. Це досить нестабільне почуття; воно швидко приходить і швидко зникає. Його основна функція — допомогти людині підготуватись до реакції на нову чи несподівану подію і на наслідки цієї події. З точки зору еволюційного розвитку це дуже важлива емоція, що володіє сильною психологічною інерцією, направлена на виживання виду.
Здивування звільняє нервову систему від емоційного навантаження, яке шкодить пристосуванню до несподіваної зміни навколишнього середовища.

## Концепція
Здивування тісно пов'язано з ідеєю діяти відповідно до набору правил. Коли правила реальності, що породжують події повсякденні, відокремлені від практичних очікувань, результатом стає несподіванка. Несподіванка є різницею між очікуваннями та реальністю. Цю різницю можна вважати важливим фундаментом, на якому базуються нові відкриття, оскільки здивування може змусити людей усвідомити власне незнання. Визнання незнання, своєю чергою, може означати вікно до нових знань.
Здивування може виникнути через порушення очікувань. У конкретному випадку міжособистісного спілкування теорія порушення очікування (ТПО) стверджує, що на очікування людини впливають три фактори: змінні взаємодіючих суб'єктів, змінні середовища та змінні, пов'язані з характером взаємодії.
Здивування може виникнути через порушення як мінімум одного з факторів:
- Взаємодіючі змінні це риси осіб, які беруть участь у спілкуванні, і в цьому випадку спілкування, що призводить до подиву — стать, соціально-економічний статус, вік, раса та зовнішній вигляд[4].
- Змінні навколишнього середовища, які впливають на здивування, зокрема: проксеміка, хронеміка та природа оточення взаємодії[4].
- Змінні взаємодії, що впливають на несподіванку, зокрема: соціальні норми, культурні норми, фізіологічні впливи, біологічні впливи й унікальні індивідуальні моделі поведінки[4].

Здивування не завжди повинно мати негативну валентність. ТПО передбачає, що очікування вплине на результат спілкування як підтвердження поведінки у межах очікуваного діапазону чи порушення поведінки поза очікуваного діапазону. Вілповідно до ТПО: позитивні взаємодії підвищують рівень привабливості порушника очікувань, тоді як негативні зміни зменшують потяг. Позитивні зміни можуть викликати позитивне здивування, наприклад, вечірка з нагоди дня народження, а негативні викликають негативний подив, наприклад штраф за паркування. Позитивні зміни несподіванки можуть підвищити довіру, силу, привабливість і переконливість, тоді як негативні несподіванки можуть їх знизити.

## Невербальна реакція
Здивування на обличчі виражається такими рисами:
- Брови піднесені, так що вони стають вигнутими та високими.
- Горизонтальні зморшки на лобі.
- Відкриті повіки: верхня повіка піднесена, а нижня опущена, часто оголюючи білі склери над і під райдужною оболонкою.
- Мідріаз[7] або міоз зіниці.
- Опущена щелепа так, що губи і зуби прочинені, без напруги навколо рота.

Спонтанне, мимовільне здивування часто виражається лише на секунду. За ним відразу ж можуть виникнути емоції страху, радості чи збентеження. Інтенсивність здивування залежить від того, наскільки, наприклад, відвисає щелепа, але в деяких випадках рот може взагалі не відкриватися. Підняття брів, хоча б на мить, є найбільш характерною та передбачуваною ознакою здивування.
Попри гіпотезу мімічного зворотного зв'язку (міміка необхідна при переживанні емоцій або є важливим фактором, що визначає почуття), у разі здивування деякі дослідження показали відсутність зв'язку між відображенням подиву на обличчі та реальним переживанням здивування. Це говорить про те, що є варіації у подиву. Було висловлено припущення, що подив — це термін, що означає як реакцію переляку, так і недовіру. Пізніші дослідження показують, що підняття брів викликає нерозуміння, але не здивування.
Розширення та звуження зіниці можуть визначати ступінь несподіванки від дії до реакції людини. Позитивне здивування проявляється у розширенні зіниці, а негативне пов'язане із звуженням зіниці. Але нові дослідження показали, що від типу подиву стан зіниці не залежить.
На невербальну реакцію на здивування також можуть впливати інтонації голосу, відстань, час, довкілля, гучність, швидкість, якість, висота тону, стиль мови і навіть рівень зорового контакту, встановленого людиною, яка намагається викликати здивування. Ці невербальні сигнали допомагають визначити, чи сприйняте здивування матиме позитивний або негативний ефект і який ступінь подиву буде у людини.

## Вербальна реакція
Лінгвістика може зіграти роль у формулюванні подиву. Теорія очікування мови стверджує, що люди виробляють норми й очікування щодо належного використання мови у цій ситуації. Коли норми чи очікування вербальної мови порушуються, може виникнути здивування. Модель цієї теорії підтверджує, що очікування можуть бути порушені словесно і це порушення може викликати здивування. Очікування від словесного мовлення, які можуть здивувати, можуть бути зокрема лайки, крики, волання та зітхання.
Вищезгадані очікування вербальної мови більш тісно пов'язані з негативними очікуваннями здивування, але позитивне здивування також може походити від вербальної взаємодії. Позитивне порушення очікувань може охоплювати джерело з низьким рівнем достовірності, що приводить переконливий аргумент, який призводить до зміни переконань або емоцій, тим самим підвищуючи довіру до промовців. Перехід від джерела з низьким рівнем довіри до джерела з високим рівнем довіри може викликати позитивне здивування людей. Акт переконання з боку згаданого промовця також може викликати позитивне здивування, оскільки людина могла сприйняти того, хто говорить, що має занадто низьку довіру, щоб викликати зміну, і зміна переконань або емоцій потім викликає здивування.

## Фізіологічна реакція
Фізіологічна реакція подиву підпадає під категорію реакції переляку. Основна функція несподіванки або реакції переляку — перервати дію, що триває, і переорієнтувати увагу на нову, можливо, важливу подію, і на короткий час це викликає напругу в м'язах, особливо в м'язах шиї. Дослідження показують, що ця реакція відбувається дуже швидко: інформація (в цьому випадку гучний шум) досягає варолієвого мосту протягом 3-8 мс, а повний рефлекс переляку відбувається менш ніж за дві десятих секунди.
Якщо реакція страху викликана несподіванкою, то вона викликає реакцію «бийся або тікай», яка сприймається як шкідлива подія, напад або загроза виживанню, викликаючи викид адреналіну для приливу енергії як засіб втекти або боротьби. Ця реакція зазвичай має негативну валентність з точки зору здивування.
Здивування має одну основну оцінку — оцінку чогось як нового та несподіваного, але нові оцінки можуть змістити переживання подиву в інше. Оцінка події як нового передбачає подив, але оцінка копінгу передбачає реакцію поза подивом, як-от збентеження чи інтерес.

## Звикання
Коли люди звикають до певних видів несподіванок, їхня інтенсивність з часом зменшується. Це не обов'язково означає, що людина, наприклад, не буде здивована під час страшної сцени у фільмі жахів, це означає, що людина може очікувати цієї сцени через те, що знайома з фільмами жахів, і це знижує рівень здивування. Модель ТПО підтримує це твердження, тому що, у міру того як люди звикають до ситуації або спілкування, тим менш й менше ймовірно, що ситуація або спілкування викликають зміну очікування, а без змін несподіванка не може відбутися.